# قسم غلمكان الريفي (مقاطعة تشناران)
قسم غلمكان الريفي (بالفارسية: دهستان گلمکان) هي منطقة ريفية تقع في ناحية غلبهار في إيران. يقدر عدد سكانها بـ 22,816 نسمة .